# نتوایبس
نتوایبس (انگلیسی: Netvibes) شرکت نرم‌افزار فرانسوی است، که در سال ۲۰۰۵ تأسیس شد.